# Comando de Aeródromo A (o) 20/VII
El Comando de Aeródromo A (o) 20/VII (Flieger-Horst-Kommandantur A (o) 20/VII) fue una unidad de la Luftwaffe durante la Segunda Guerra Mundial.

## Historia
Fue formado el 15 de junio de 1944 en Wiesbaden-Erbenheim, a partir del Comando de Aeródromo A (o) 4/XII.

## Comandantes
- Mayor Fritz Schuster – (15 de junio de 1944 – 26 de octubre de 1944)
- Mayor Josef Knotzer – (26 de octubre de 1944 – 8 de mayo de 1945)

## Servicios
- junio de 1944 – abril de 1945: en Wiesbaden-Erbenheim bajo el Comando de Base Aérea 13/VII.

## Orden de Batalla

### Unidades adheridas
- Comando de Pista de Aterrizaje Eschborn